# Colomban Louis d'Haucourt
Pour les articles homonymes, voir Haucourt.
Colomban Louis d'Haucourt est un homme politique français né le 28 décembre 1755 à Pontivy (Morbihan) et décédé le 28 janvier 1829 dans la même ville.
Avocat à Pontivy, il est administrateur du département, sous-préfet de Pontivy après le 18 brumaire et député du Morbihan de 1803 à 1808.

## Sources
- « Colomban Louis d'Haucourt », dans Adolphe Robert et Gaston Cougny, Dictionnaire des parlementaires français, Edgar Bourloton, 1889-1891 [détail de l’édition]